# Lopúchov
Lopúchov es un municipio del distrito de Bardejov en la región de Prešov, Eslovaquia, con una población estimada a final del año 2024 de 311 habitantes.
Se encuentra ubicado en el centro-norte de la región, cerca del río Topľa (cuenca hidrográfica del río Tisza) y de la frontera con Polonia.

## Demografía
| Año        | 1994 | 2004    | 2014    | 2024    |
| ---------- | ---- | ------- | ------- | ------- |
| Población  | 320  | 321     | 328     | 311     |
| Diferencia |      | +0,31 % | +2,18 % | −5,18 % |

| Año        | 2023 | 2024    |
| ---------- | ---- | ------- |
| Población  | 307  | 311     |
| Diferencia |      | +1,30 % |